# Hungaria Judaica
A Hungaria Judaica (latin, jelentése kb. 'zsidó Magyarország') egy magyar judaisztikai könyvsorozat.

## Története, jellemzői
A sorozat 1991-ben indult Gazda Anikó művészettörténész posztumusz kötetével, Zsinagógák és zsidó községek Magyarországon – Térképek, rajzok, adatokkal. 30 év alatt 30-nál több kötete jelent, és napjainkban is él. Nevéhez híven a magyarországi zsidóság történetét, emlékeit kutatja, és azokról hosszabb-rövidebb monográfiákban számol be. Kiadója elsősorban a Magyar Tudományos Akadémia Judaisztikai Kutatócsoportja, de az utóbbi évek köteteinek közlésében a Magyar Hebraisztikai Társaság, illetve az Aposztróf Kiadó is részt vett. A kötetek sorszáma nem mindig egyezik a tényleges megjelenés sorrendjével.
A sorozat 2024 őszétől digitális formában is elérhető a REAL-EOD honlapján.

## Részei
| Sorszám | Szerző                                                               | Név | Kiadási év | Megjegyzés |
| ------- | -------------------------------------------------------------------- | --- | ---------- | ---------- |
| 1.      | Gazda Anikó                                                          | Zsinagógák és zsidó közösségek Magyarországon : térképek, rajzok, adatok                                                                           | 1991       |            |
| 2.      | Haraszti György                                                      | Magyar zsidó levéltári repertórium : Hazai levéltárak zsidó vonatkozású anyagának áttekintése a kiadott levéltári segédletek alapján               | 1993       |            |
| 3.      | Schreiber Sándor                                                     | Magyar zsidó hírlapok és folyóiratok bibliográfiája [1847-1992]                                                                                    | 1993       |            |
| 4.      | Ines Müller                                                          | A Rumbach Sebestyén utcai zsinagóga : Otto Wagner fiatalkori főműve Budapesten                                                                     | 1993       |            |
| 5.      | Szabolcsi Lajos                                                      | Két emberöltő : Az Egyenlőség évtizedei (1881-1931)                                                                                                | 1993       |            |
| 6.      | Komoróczy Géza                                                       | Magyarországi zsidó hitközségek 1944. április : a Magyar Zsidók Központi Tanácsának összeírása a német hatóságok rendelkezése nyomán               | 1994       |            |
| 7.      | Frojimovics Kinga, Komoróczy Géza, Pusztai Viktória és Strbik Andrea | A zsidó Budapest : emlékek, szertartások, történelem                                                                                               | 1995       |            |
| 8.      | Jacob Katz                                                           | Kifelé a gettóból : a zsidó emancipáció évszázada, 1770-1870                                                                                       | 1995       |            |
| 9.      | Mose Carmilly-Weinberger                                             | A zsidóság története Erdélyben (1623-1944) | 1995       |            |
| 10.     | Strbik Andrea                                                        | Héber nyelvtanok Magyarországon: a Magyarországon kiadott, magyar szerzők által írt vagy magyar nyelvű héber nyelvtanok bibliográfiája (1635-1995) | 1999       |            |
| 11.     | Péchi Simon                                                          | Péchi Simon kiadatlan rabbinikus írásai : Az Atyák mondásai - Pirqé ávot fordítása (1620/21)                                                       | 1999       |            |
| 12.     | Shlomo J. Spitzer                                                    | Die Rabbiner Ungarns, 1944 : die orthodoxen Gemeinden                                                                                              | 1999       |            |
| 13.     | Szabolcsi Bence                                                      | Zsidó kultúra és zenetörténet : tanulmányok | 1999       |            |
| 14.     | Nathaniel Katzburg                                                   | Fejezetek az újkori zsidó történelemből Magyarországon                                                                                             | 1999       |            |
| 15.     | Shlomo J. Spitzer                                                    | Jesivák Magyarországon : adalékok a zsidó hitközségek 1944. áprilisi összeírásának történeti értékeléséhez                                         | 1999       |            |
| 16.     | Shlomo J. Spitzer, Komoróczy Géza                                    | Héber kútforrások : Magyarország és a magyarországi zsidóság történetéhez a kezdetektől 1686-ig                                                    | 2003       |            |
| 17.     | Bányai Viktória                                                      | Zsidó oktatásügy Magyarországon 1780-1850 | 2005       |            |
| 18.     | Jehuda Don                                                           | A magyarországi zsidóság társadalom- és gazdaságtörténete a 19-20. században : tanulmányok                                                         | 2006       |            |
| 19.     | Frojimovics Kinga                                                    | Neológ (kongresszusi) és Status Quo ante rabbik Magyarországon 1869-től napjainkig                                                                 | 2006       |            |
| 20.     | Barabás Györgyi                                                      | Magyarországi zsidó hitközségek, egyletek, társulatok alapszabályai : 1705-2005                                                                    | 2007       |            |
| 21.     | Frojimovics Kinga                                                    | Magyarországi zsidó anyakönyvek : 1760-tól napjainkig : hazai levéltárak és irattárak                                                              | 2007       |            |
| 22.     | Bányai Viktória                                                      | Ezekiel Landau prágai rabbi döntvényeiből (1713–1793) : Magyarországi adatok                                                                       | 2008       |            |
| 23.     | Koltai Kornélia                                                      | Péchi Simon kiadatlan Biblia-fordítása (1634) | 2011       |            |
| 24.     | Kormos Szilvia                                                       | A váci zsidó temetők | 2010       |            |
| 25.     | Komoróczy Szonja Ráhel                                               | Yiddish printing in Hungary : an annotated bibliography                                                                                            | 2011       |            |
| 26.     | Komoróczy Géza                                                       | A zsidók története Magyarországon I. - A középkortól 1849-ig                                                                                       | 2012       |            |
| 27.     | Komoróczy Géza                                                       | A zsidók története Magyarországon II. - 1849-től a jelenkorig                                                                                      | 2012       |            |
| 28.     | Komoróczy Géza                                                       | "Nekem itt zsidónak kell lenni" : források és dokumentumok (965-2012) A zsidók története Magyarországon I-II. kötetéhez : szöveggyűjtemény         | 2013       |            |
| 29.     | Komoróczy Géza                                                       | A lovasberényi zsidó temető | 2012       |            |
| 30.     | Bányai Viktória, Fedinec Csilla, Komoróczy Szonja Ráhel              | Zsidók Kárpátalján : Történelem és örökség a dualizmus korától napjainkig                                                                          | 2013       |            |
| 31.     | Komoróczy Géza                                                       | Zsidók az Északkeleti-Kárpátokban : Kárpátalja a 16. századtól a 19. sz. közepéig                                                                  | 2013       |            |
| 32.     | Komoróczy Géza                                                       | Zsidók a magyar társadalomban : írások az együttélésről, a feszültségekről és az értékekről: 1790-2012 I.                                          | 2015       |            |
| 33.     | Komoróczy Géza                                                       | Zsidók a magyar társadalomban : írások az együttélésről, a feszültségekről és az értékekről: 1790-2012 II.                                         | 2015       |            |
| 34.     | Kormos Szilvia, Bányai Viktória                                      | A pilisvörösvári zsidó temető | 2016       |            |
| 35.     | Komoróczy Géza                                                       | Bacher Vilmos Emlékelőadások 1989-2013 | 2017       |            |